# Eintracht Frankfurt 1969-1970
Questa voce raccoglie le informazioni riguardanti l'Eintracht Frankfurt nelle competizioni ufficiali della stagione 1969-1970.

## Stagione
Nella stagione 1969-1970 l'Eintracht Francoforte, allenato da Erich Ribbeck, concluse il campionato di Bundesliga all'8º posto. In Coppa di Germania l'Eintracht Francoforte fu eliminato ai quarti di finale dal Kickers Offenbach.

## Rosa
| N. |                     | Ruolo | Calciatore            |
| -- | ------------------- | ----- | --------------------- |
|    | Germania (bandiera) | P     | Siegbert Feghelm      |
|    | Germania (bandiera) | P     | Peter Kunter          |
|    | Germania (bandiera) | D     | Klaus Hommrich        |
|    | Serbia (bandiera)   | D     | Fahrudin Jusufi       |
|    | Germania (bandiera) | D     | Dieter Lindner        |
|    | Germania (bandiera) | D     | Friedel Lutz          |
|    | Germania (bandiera) | D     | Lothar Schämer        |
|    | Germania (bandiera) | D     | Gert Trinklein        |
|    | Germania (bandiera) | D     | Karl-Heinz Wirth      |
|    | Germania (bandiera) | C     | Hermann-Dieter Bellut |
|    | Germania (bandiera) | C     | Jürgen Kalb           |

| N. |                     | Ruolo | Calciatore         |
| -- | ------------------- | ----- | ------------------ |
|    | Germania (bandiera) | C     | Günter Keifler     |
|    | Germania (bandiera) | C     | Hans Lindemann     |
|    | Germania (bandiera) | A     | Jürgen Grabowski   |
|    | Germania (bandiera) | A     | Horst Heese        |
|    | Germania (bandiera) | A     | Bernd Hölzenbein   |
|    | Austria (bandiera)  | A     | Willi Huberts      |
|    | Germania (bandiera) | A     | Bernd Nickel       |
|    | Germania (bandiera) | A     | Albrecht Wachsmann |
|    | Germania (bandiera) | A     | Gerhard Wagner     |
|    | Germania (bandiera) | A     | Walter Wagner      |

## Organigramma societario
Area tecnica
- Allenatore: Erich Ribbeck
- Allenatore in seconda:
- Preparatore dei portieri:
- Preparatori atletici:

## Calciomercato

### Sessione estiva
| Acquisti | Acquisti           | Acquisti        | Acquisti |
| R.       | Nome               | da              | Modalità |
| -------- | ------------------ | --------------- | -------- |
| A        | Horst Heese        | Wuppertal       |          |
| A        | Albrecht Wachsmann | Bayern Monaco   |          |
| A        | Gerhard Wagner     | Rot-Weiss Essen |          |

| Cessioni | Cessioni        | Cessioni          | Cessioni |
| R.       | Nome            | a                 | Modalità |
| -------- | --------------- | ----------------- | -------- |
| A        | Ernst Abbé      | Karlsruhe         |          |
| C        | Walter Bechtold | Kickers Offenbach |          |
| C        | Helmut Kraus    | Schweinfurt 05    |          |
| A        | Oskar Lotz      | FSV Francoforte   |          |
| A        | Heiko Racky     | Heilbronn         |          |

### Sessione invernale
| Acquisti | Acquisti | Acquisti | Acquisti |
| R.       | Nome     | da       | Modalità |
| -------- | -------- | -------- | -------- |

| Cessioni | Cessioni       | Cessioni     | Cessioni |
| R.       | Nome           | a            | Modalità |
| -------- | -------------- | ------------ | -------- |
| P        | Hans Tilkowski | Werder Brema |          |

## Risultati

### Bundesliga

#### Girone di andata
| Arbitro: | Herden |

|                                        |           |                |
| Hentschel 3’ Dausmann 48’ Fritsche 86’ | Marcatori | 38’ Hölzenbein |

| Arbitro: | Schulz |

|                               |           |            |
| Schämer 61’ Senger 70’ (aut.) | Marcatori | 28’ Neuser |

| Arbitro: | Köhler |

|                          |           |                          |
| Brenninger 44’ Michl 87’ | Marcatori | 16’ (aut.) Schwarzenbeck |

| Arbitro: | Horstmann |

|             |           |                       |
| Schämer 59’ | Marcatori | 13’ Kaiser 19’ Laumen |

| Arbitro: | Ott |

|                         |           |              |
| Trinklein 30’ Heese 86’ | Marcatori | 38’ Weinberg |

| Arbitro: | Hillebrand |

|                          |           |  |
| Krafczyk 38’ Geisert 53’ | Marcatori |  |

| Arbitro: | Schäfer |

|                          |           |  |
| Heese 37’ Hölzenbein 48’ | Marcatori |  |

| Arbitro: | Krumnack |

|                                      |           |               |
| Elfert 76’ Lutz 87’ (aut.) Deppe 89’ | Marcatori | 37’ Grabowski |

| Arbitro: | Eschweiler |

|               |           |                |
| Lutz 74’, 78’ | Marcatori | 62’ Windhausen |

| Arbitro: | Schulenburg |

|            |           |               |
| Kremer 50’ | Marcatori | 78’ Grabowski |

| Arbitro: | Hennig |

|                                       |           |                             |
| Schämer 60’ Heese 72’, 85’ Nickel 89’ | Marcatori | 62’, 74’ Fischer 69’ Keller |

| Arbitro: | Schröck |

|                             |           |            |
| Kapellmann 70’ Tenbruck 84’ | Marcatori | 72’ Nickel |

| Arbitro: | Weyland |

|               |           |           |
| Trinklein 60’ | Marcatori | 58’ Weber |

| Arbitro: | Schmidt |

|                                        |           |  |
| Weidmann 15’ Olsson 43’ Gress 72’, 85’ | Marcatori |  |

| Francoforte sul Meno 6 dicembre 1969, ore 15:30 CET 15ª giornata | Eintracht Francoforte | 0 – 0 referto | Colonia | Waldstadion (22 000 spett.)\| Arbitro: \| Herden \| |
| Arbitro:                                                         | Herden                |               |         |                                                     |

| Arbitro: | Kindervater |

|          |           |            |
| Loof 16’ | Marcatori | 24’ Nickel |

| Arbitro: | Fork |

|                         |           |                 |
| Grabowski 73’ Heese 75’ | Marcatori | 61’, 69’ Zaczyk |

#### Girone di ritorno
| Arbitro: | Redelfs |

|                                                   |           |              |
| Grabowski 27’, 69’, 72’ Jusufi 56’ Hölzenbein 81’ | Marcatori | 34’ Brozulat |

| Gelsenkirchen 17 gennaio 1970, ore 15:30 CET 19ª giornata | Schalke 04 | 0 – 0 referto | Eintracht Francoforte | Glückauf-Kampfbahn (20 000 spett.)\| Arbitro: \| Schäfer \| |
| Arbitro:                                                  | Schäfer    |               |                       |                                                             |

| Arbitro: | Ohmsen |

|                          |           |            |
| Trinklein 56’ Nickel 75’ | Marcatori | 57’ Müller |

| Arbitro: | Biwersi |

|            |           |                          |
| Köppel 68’ | Marcatori | 57’ Hölzenbein 63’ Heese |

| Arbitro: | Horstmann |

|                    |           |                |
| Schämer 57’ (aut.) | Marcatori | 49’ Hölzenbein |

| Arbitro: | Hennig |

|                 |           |            |
| Nickel 16’, 45’ | Marcatori | 4’ Pirrung |

| Arbitro: | Fuchs |

|                                |           |            |
| Wosab 36’ (rig.) Neuberger 79’ | Marcatori | 33’ Nickel |

| Francoforte sul Meno 28 febbraio 1970, ore 15:30 CET 25ª giornata | Eintracht Francoforte | 0 – 0 referto | Eintracht Braunschweig | Waldstadion (9 000 spett.)\| Arbitro: \| Köhler \| |
| Arbitro:                                                          | Köhler                |               |                        |                                                    |

| Arbitro: | Ott |

|                                        |           |                              |
| Lorenz 28’ Hasebrink 72’ Bjørnmose 76’ | Marcatori | 18’ Heese 81’ (aut.) Zembski |

| Arbitro: | Linn |

|  |           |           |
|  | Marcatori | 16’ Bella |

| Arbitro: | Aldinger |

|             |           |                    |
| Kohlars 63’ | Marcatori | 73’ (rig.) Huberts |

| Arbitro: | Biwersi |

|                                                                        |           |                     |
| Grabowski 40’ (rig.), 85’ Kalb 59’ Nickel 67’ Heese 73’ Hölzenbein 87’ | Marcatori | 37’, 66’ Hermandung |

| Arbitro: | Kindervater |

|                           |           |  |
| Horr 69’ Steffenhagen 84’ | Marcatori |  |

| Arbitro: | Lutz |

|                                   |           |  |
| Hölzenbein 5’ Heese 59’, 75’, 83’ | Marcatori |  |

| Arbitro: | Meuser |

|            |           |                      |
| Thelen 18’ | Marcatori | 37’ Nickel 81’ Heese |

| Arbitro: | Biwersi |

|                                 |           |                                        |
| Hölzenbein 47’, 62’ Huberts 89’ | Marcatori | 41’ Siemensmeyer 52’ Brune 78’ Bandura |

| Arbitro: | Gabor |

|                                               |           |                |
| Nogly 21’ Seeler 40’ Hönig 42’, 69’ Beyer 60’ | Marcatori | 90’ Hölzenbein |

### Coppa di Germania
| Arbitro: | Hennig |

|           |           |                      |
| Diehl 38’ | Marcatori | 75’, 112’ Hölzenbein |

| Arbitro: | Kindervater |

|                          |           |  |
| Nickel 22’ Grabowski 73’ | Marcatori |  |

| Arbitro: | Biwersi |

|  |           |                                    |
|  | Marcatori | 6’ Schäfer 19’ Schmidt 21’ Winkler |

## Statistiche

### Statistiche di squadra
| Competizione      | Punti | In casa | In casa | In casa | In casa | In casa | In casa | In trasferta | In trasferta | In trasferta | In trasferta | In trasferta | In trasferta | Totale | Totale | Totale | Totale | Totale | Totale | DR |
| Competizione      | Punti | G       | V       | N       | P       | Gf      | Gs      | G            | V            | N            | P            | Gf           | Gs           | G      | V      | N      | P      | Gf     | Gs     | DR |
| ----------------- | ----- | ------- | ------- | ------- | ------- | ------- | ------- | ------------ | ------------ | ------------ | ------------ | ------------ | ------------ | ------ | ------ | ------ | ------ | ------ | ------ | -- |
| Bundesliga        | 34    | 17      | 10      | 5       | 2       | 38      | 20      | 17           | 2            | 5            | 10           | 16           | 34           | 34     | 12     | 10     | 12     | 54     | 54     | 0  |
| Coppa di Germania | -     | 2       | 1       | 0       | 1       | 2       | 3       | 1            | 1            | 0            | 0            | 2            | 1            | 3      | 2      | 0      | 1      | 4      | 4      | 0  |
| Totale            | 34    | 19      | 11      | 5       | 3       | 40      | 23      | 18           | 3            | 5            | 10           | 18           | 35           | 37     | 14     | 10     | 13     | 58     | 58     | 0  |

### Andamento in campionato
| Giornata  | 1  | 2  | 3  | 4  | 5  | 6  | 7  | 8  | 9  | 10 | 11 | 12 | 13 | 14 | 15 | 16 | 17 | 18 | 19 | 20 | 21 | 22 | 23 | 24 | 25 | 26 | 27 | 28 | 29 | 30 | 31 | 32 | 33 | 34 |
| --------- | -- | -- | -- | -- | -- | -- | -- | -- | -- | -- | -- | -- | -- | -- | -- | -- | -- | -- | -- | -- | -- | -- | -- | -- | -- | -- | -- | -- | -- | -- | -- | -- | -- | -- |
| Luogo     | T  | C  | T  | C  | C  | T  | C  | T  | C  | T  | C  | T  | C  | T  | C  | T  | C  | C  | T  | C  | T  | T  | C  | T  | C  | T  | C  | T  | C  | T  | C  | T  | C  | T  |
| Risultato | P  | V  | P  | P  | V  | P  | V  | P  | V  | N  | V  | P  | N  | P  | N  | N  | N  | V  | N  | V  | V  | N  | V  | P  | N  | P  | P  | N  | V  | P  | V  | V  | N  | P  |
| Posizione | 16 | 11 | 14 | 16 | 11 | 16 | 11 | 13 | 11 | 12 | 10 | 11 | 11 | 13 | 13 | 11 | 12 | 10 | 10 | 10 | 8  | 6  | 5  | 6  | 7  | 8  | 8  | 9  | 8  | 9  | 7  | 6  | 6  | 8  |

Legenda:

Luogo: C = Casa; T = Trasferta. Risultato: V = Vittoria; N = Pareggio; P = Sconfitta.

### Statistiche dei giocatori
| Giocatore     | Bundesliga | Bundesliga | Bundesliga  | Bundesliga | Coppa di Germania | Coppa di Germania | Coppa di Germania | Coppa di Germania | Totale   | Totale | Totale      | Totale     |
| Giocatore     | Presenze   | Reti       | Ammonizioni | Espulsioni | Presenze          | Reti              | Ammonizioni       | Espulsioni        | Presenze | Reti   | Ammonizioni | Espulsioni |
| ------------- | ---------- | ---------- | ----------- | ---------- | ----------------- | ----------------- | ----------------- | ----------------- | -------- | ------ | ----------- | ---------- |
| F. Aust       | 0          | 0          | 0           | 0          | 0                 | 0                 | 0                 | 0                 | 0        | 0      | 0           | 0          |
| H. Bellut     | 14         | 0          | 0           | 0          | 0                 | 0                 | 0                 | 0                 | 14       | 0      | 0           | 0          |
| S. Feghelm    | 5          | 0          | 0           | 0          | 1                 | 0                 | 0                 | 0                 | 6        | 0      | 0           | 0          |
| J. Grabowski  | 32         | 8          | 0           | 0          | 3                 | 1                 | 0                 | 0                 | 35       | 9      | 0           | 0          |
| H. Heese      | 32         | 12         | 0           | 0          | 3                 | 0                 | 0                 | 0                 | 35       | 12     | 0           | 0          |
| W. Hofmann    | 0          | 0          | 0           | 0          | 0                 | 0                 | 0                 | 0                 | 0        | 0      | 0           | 0          |
| K. Hommrich   | 8          | 0          | 0           | 0          | 0                 | 0                 | 0                 | 0                 | 8        | 0      | 0           | 0          |
| W. Huberts    | 30         | 2          | 0           | 0          | 1                 | 0                 | 0                 | 0                 | 31       | 2      | 0           | 0          |
| B. Hölzenbein | 34         | 10         | 0           | 0          | 3                 | 2                 | 0                 | 0                 | 37       | 12     | 0           | 0          |
| F. Jusufi     | 14         | 1          | 0           | 0          | 1                 | 0                 | 0                 | 0                 | 15       | 1      | 0           | 0          |
| J. Kalb       | 34         | 1          | 0           | 0          | 3                 | 0                 | 0                 | 0                 | 37       | 1      | 0           | 0          |
| G. Keifler    | 0          | 0          | 0           | 0          | 0                 | 0                 | 0                 | 0                 | 0        | 0      | 0           | 0          |
| P. Kunter     | 30         | 0          | 0           | 0          | 2                 | 0                 | 0                 | 0                 | 32       | 0      | 0           | 0          |
| H. Lindemann  | 10         | 0          | 0           | 0          | 3                 | 0                 | 0                 | 0                 | 13       | 0      | 0           | 0          |
| D. Lindner    | 3          | 0          | 0           | 0          | 0                 | 0                 | 0                 | 0                 | 3        | 0      | 0           | 0          |
| F. Lutz       | 29         | 2          | 0           | 0          | 1                 | 0                 | 0                 | 0                 | 30       | 2      | 0           | 0          |
| B. Nickel     | 31         | 9          | 0           | 0          | 3                 | 1                 | 0                 | 0                 | 34       | 10     | 0           | 0          |
| J. Papies     | 0          | 0          | 0           | 0          | 2                 | 0                 | 0                 | 0                 | 2        | 0      | 0           | 0          |
| P. Reichel    | 0          | 0          | 0           | 0          | 2                 | 0                 | 0                 | 0                 | 2        | 0      | 0           | 0          |
| T. Rohrbach   | 0          | 0          | 0           | 0          | 1                 | 0                 | 0                 | 0                 | 1        | 0      | 0           | 0          |
| D. Rudolf     | 0          | 0          | 0           | 0          | 0                 | 0                 | 0                 | 0                 | 0        | 0      | 0           | 0          |
| L. Schämer    | 34         | 3          | 0           | 0          | 3                 | 0                 | 0                 | 0                 | 37       | 3      | 0           | 0          |
| G. Trinklein  | 31         | 3          | 0           | 0          | 2                 | 0                 | 0                 | 0                 | 33       | 3      | 0           | 0          |
| A. Wachsmann  | 3          | 0          | 0           | 0          | 0                 | 0                 | 0                 | 0                 | 3        | 0      | 0           | 0          |
| G. Wagner     | 5          | 0          | 0           | 0          | 0                 | 0                 | 0                 | 0                 | 5        | 0      | 0           | 0          |
| W. Wagner     | 0          | 0          | 0           | 0          | 0                 | 0                 | 0                 | 0                 | 0        | 0      | 0           | 0          |
| J. Weber      | 0          | 0          | 0           | 0          | 0                 | 0                 | 0                 | 0                 | 0        | 0      | 0           | 0          |
| K. Wirth      | 29         | 0          | 0           | 0          | 3                 | 0                 | 0                 | 0                 | 32       | 0      | 0           | 0          |
| M. Wirth      | 0          | 0          | 0           | 0          | 1                 | 0                 | 0                 | 0                 | 1        | 0      | 0           | 0          |